# Ephyrodes laena
Ephyrodes laena är en fjärilsart som beskrevs av Druce 1890. Ephyrodes laena ingår i släktet Ephyrodes och familjen nattflyn. Inga underarter finns listade i Catalogue of Life.